# سلحفاة مشرشرة
السلحفاة المشرشرة أو السلحفاة المنشارية أو سلحفاة الخيمة الكلاهارية أو السلحفاة حاملة العيون هي نوع من السلاحف البرية تنتمي لجنس سلحفاة أليفة الرمل إلى جانب نوعين آخرين. تعيش هذه السلحفاة في منطقة أفريقيا الجنوبية ببلدان ناميبيا وبوتسوانا وجمهورية جنوب أفريقيا، من ولاية أورنج الحرة السابقة وباتّجاه الشمال الغربي إلى معظم بوتسوانا إضافةً لشرق ووسط ناميبيا.
استمدَّ اسم هذه السلحفاة الشائع «السلحفاة المشرشرة» من صدفتها الفريدة التي تتخلَّلها الكثير من البروز الكبيرة مقببة الشكل. يعد هذا النوع من السلاحف البرية صغيرة الحجم، إذ يتراوح طول صدفته من 12 إلى 15 سنتيمتراً في الغالب. عند التزاوج، تضع الأنثى بيضةً واحدةً في شهر ديسمبر. كان يستعمل شعب بوشمن أصدافها في الماضي لصنع التبغ والعطور، إلا إنَّ هذه الممارسة أصبحت ممنوعةً الآن بسبب القوانين التي وضعت لحماية هذه السلاحف من الانقراض.